# Perfiles de Coraje
Perfiles de Coraje (Profiles in Courage) es un libro de biografías cortas que describe actos de valor e integridad de ocho senadores estadounidenses. Fue publicado por Harper & Brothers el 1 de enero de 1956.
John F. Kennedy, en ese momento senador, ganó el premio Pulitzer por este trabajo. Sin embargo, en su autobiografía de 2008, Ted Sorensen, el escritor que le redactadaba los discursos, y que desde 1957 ya se sospechaba que hubiese sido autor original del libro, reconoció que "hizo un primer borrador de la mayoría de los capítulos" y "ayudó a escoger muchas de sus frases". Jules Davids, que fue el profesor de historia de la esposa de Kennedy, Jacqueline, cuando fue estudiante en la Universidad de Georgetown, también ha sido reconocido como contribuidor a la investigación histórica y a la planificación del libro.

## Reseña
Se describe actos de valor e integridad realizados por ocho senadores estadounidenses. Estos ocho senadores realizaron algún acto debido al cual se pusieron en una posición contraria a su partido, o tuvieron que oponerse a la opinión de sus electores, por lo cual fueron severamente criticados y perdieron gran popularidad.
Kennedy fue senador por el Estado de Massachusetts desde 1952 hasta que fue elegido presidente en 1961. Con ayuda de asistentes para su investigación y con la Biblioteca del Congreso, Kennedy escribió el libro entre 1954 y 1955 período en el cual se encontraba convaleciente en su cama recuperándose de una cirugía por problemas de espalda.

## Lista de los senadores analizados
- John Quincy Adams de Massachusetts, por separarse del Partido Federalista.
- Daniel Webster también de Massachusetts, por hablar a favor del Compromiso de 1850 de Misuri, por mantenerse en el Partido Demócrata a pesar de su oposición a la ampliación de la esclavitud en los territorios.
- Sam Houston de Texas, por hablar en contra del "Acta Kansas-Nebraska" de 1854). Sam Houston también fue analizado por oponerse a la secesión de Texas de la Unión. Por rehusarse a apoyar la secesión de Texas, Houston fue retirado de su puesto en la oficina del Gobernador.
- Edmund G. Ross de Kansas, por votar a favor de dar de baja en el juicio de Andrew Johnson. Como resultado del voto de Ross, y de otros seis republicanos, la presidencia de Johnson fue salvada, y el estatus de la oficina se preservó.
- Lucius Lamar de Misisipi, por apoyar a Charles Sumner en el Senado y por otros esfuerzos que realizó para mejorar las relaciones entre el Norte y el Sur durante el Período de Reconstrucción, y su oposición por principios al Acta Bland-Allison Act (Bland-Allison Act) que permitía realizar libremente monedas de plata.
- George Norris de Nebraska, por oponerse al poder autocrático de Joseph Gurney Cannon como Presidente de la Cámara de Representantes, por estar en contra de que los barcos mercantiles de Estados Unidos se armaran durante el período neutral del país en la Segunda Guerra Mundial, y por apoyar la campaña presidencial del Demócrata Al Smith.
- Robert Taft de Ohio, por criticar los Juicios de Núremberg contra los criminales de guerra nazis, por considerar estos procedimientos ex post facto.

## Recepción
Luego de su publicación, el 1 de enero de 1956, Perfiles de Coraje fue aclamado por la crítica y el público y logró que Kennedy fuera conocido a nivel nacional. El libro ganó el Premio Pulitzer en la categoría Biografía en 1957 y se mantiene como el mejor libro escrito sobre valentía política y sobre el Senado estadounidense. 
Han surgido preguntas respecto a cuanto del material que contiene el libro fue escrito por Kennedy y cuanto por sus asistentes. En 1957 el columnista Drew Pearson apareció en el programa de ABC News, The Mike Wallace Show alegando que el libro fue escrito por otra persona, y luego nombró al asistente de Kennedy, Ted Sorensen como el escritor fantasma. Tanto Kennedy como Sorensen negaron estas acusaciones [cita requerida].